# Superliga 2015/16 (Spanien)
Die Saison 2015/16 war die 42. Spielzeit der Superliga, der höchsten spanischen Eishockeyspielklasse. Meister wurde der CH Jaca, der damit seinen Titel aus dem Vorjahr verteidigen konnte.

## Hauptrunde

### Modus
In der Hauptrunde absolvierte jede der fünf Mannschaften insgesamt zwölf Spiele. Die vier bestplatzierten Mannschaften qualifizierten sich für die Playoffs, in denen der Meister ausgespielt wurde. Ein Sieg in der regulären Spielzeit brachte einer Mannschaft 3 Punkte. Ein Sieg und eine Niederlage nach Verlängerung wurde mit 2 bzw. 1 Punkt vergütet. Für eine Niederlage in regulärer Spielzeit gab es keine Punkte.

### Tabelle
|    | Klub           | Sp | S | OTS | OTN | N  | Tore  | Punkte |
| -- | -------------- | -- | - | --- | --- | -- | ----- | ------ |
| 1. | CH Txuri Urdin | 12 | 9 | 2   | 0   | 1  | 65:31 | 31     |
| 2. | CH Jaca        | 12 | 8 | 1   | 1   | 2  | 60:36 | 27     |
| 3. | FC Barcelona   | 12 | 5 | 1   | 1   | 5  | 51:47 | 18     |
| 4. | Majadahonda HC | 12 | 3 | 0   | 2   | 7  | 51:59 | 11     |
| 5. | CG Puigcerdà   | 12 | 1 | 0   | 0   | 11 | 36:90 | 3      |

Sp = Spiele, S = Siege, U = unentschieden, N = Niederlagen, OTS = Overtime-Siege, OTN = Overtime-Niederlage, SOS = Penalty-Siege, SON = Penalty-Niederlage
(Anmerkung: Das Spiel Jaca-Puigcerdá wurde am Saisonende nicht mehr ausgetragen, da beide Mannschaften bereits als Playoff-Gegner feststanden.)

## Playoffs

### Halbfinale

#### (1) CH Txuri Urdin – (4) Majadahonda HC
| 13. Februar 2016 21:45 Uhr | CH Txuri Urdin J. Muñoz (4:34) A. Uhlar (9:05) P. Zedník (19:59) P. Puyuelo (44:05) | 4:2 (3:1, 0:0, 1:1) Spielbericht Stand: 1:0 | Majadahonda HC A. Fernandez-Pola (16:24) L. Brittle (55:16) | Palacio del Hielo, Txuri Urdin Zuschauer: 550 |

| 14. Februar 2016 13:00 Uhr | CH Txuri Urdin I. Solórzano (1:11) P. Fuentes (19:03) I. Solórzano (26:43) J. Vea (50:30) M. Andrysek (55:10) I. Solórzano (55:52) | 6:1 (2:1, 1:0, 3:0) Spielbericht Stand: 2:0 | Majahadahonda HC E. Kim-Swallow (6:35) | Palacio del Hielo, Txuri Urdin Zuschauer: 325 |

| 20. Februar 2016 22:00 Uhr | Majahadonda HC A. Pedraz (8:10) J. García Arias (13:57) A. Cumming (41:40) L. Brittle (49:54) | 4:7 (2:2, 0:2, 2:3) Spielbericht Stand: 0:3 | CH Txuri Urdin V. Mairal (1:31) P. Fuentes (17:01) P. Zedník (20:21) M. Andrysek (24:12) P. Zedník (42:18) P. Puyuelo (43:11) P. Zedník (56:50) | La Nevera, Majadahonda Zuschauer: 226 |

#### (2) CH Jaca – (3) FC Barcelona
| 13. Februar 2016 21:30 Uhr | CH Jaca F. Corbo (29:22) F. Corbo (30:24) C. Rivero (49:08) G. González (59:36) | 4:1 (0:0, 2:0, 2:1) Spielbericht Stand: 1:0 | FC Barcelona J. Gordo (43:06) | Hielo del Pirineo, Jaca Zuschauer: 1.250 |

| 14. Februar 2016 16:00 Uhr | CH Jaca A. Betran (18:12) F. Corbo (19:07) A. Ubieto (22:47) V. Montreuil (32:30) | 4:2 (2:0, 2:0, 0:2) Spielbericht Stand: 2:0 | FC Barcelona F. Norberg (55:33) P. Dworetzkij (56:36) | Hielo del Pirineo, Jaca Zuschauer: 800 |

| 20. Februar 2016 21:30 Uhr | FC Barcelona P. Muñoz (32:52) O. Rubio (59:54) | 2:3 (0:0, 1:1, 1:2) Spielbericht Stand: 0:3 | CH Jaca A. Betran (27:42) A. Palacios (45:28) P. Pantoja (51:09) | Barcelona Zuschauer: 600 |

### Finale

#### (1) CH Txuri Urdin – (2) CH Jaca
| 5. März 2016 21:45 Uhr | CH Txuri Urdin P. Zedník (3:17) J. Muñoz (17:25) A. Uhlar (30:37) P. Zedník (60:10) | 4:3 n. V. (2:2, 1:0, 0:1, 1:0) Spielbericht Stand: 1:0 | CH Jaca G. González (5:45) A. Betran (13:52) É. Roy (48:06) | Palacio del Hielo, Txuri Urdin Zuschauer: 750 |

| 6. März 2016 12:45 Uhr | CH Txuri Urdin J. Muñoz (24:26) M. Andrysek (54:55) P. Zedník (56:27) | 3:6 (0:3, 1:1, 2:2) Spielbericht Stand: 1:1 | CH Jaca F. Corbo (11:37) F. Corbo (11:37) A. Hernández (19:01) A. Hernández (38:49) F. Corbo (45:01) F. Di Séi (55:17) | Palacio del Hielo, Txuri Urdin Zuschauer: 752 |

| 12. März 2016 21:30 Uhr | CH Jaca A. Betran (6:46) É. Roy (14:45) C. Rivero (15:53) A. Ubieto (72:17) | 4:3 n. V. (3:0, 0:3, 0:0, 1:0) Spielbericht Stand: 2:1 | CH Txuri Urdin | Hielo del Pirineo, Jaca Zuschauer: 1.550 |

| 13. März 2016 13:00 Uhr | CH Jaca F. Corbo (23:19) | 1:2 (0:0, 1:1, 0:0, 0:1) Spielbericht Stand: 2:2 | CH Txuri Urdin M. Klepac (25:35) J. Vea (74:41) | Hielo del Pirineo, Jaca Zuschauer: 1.500 |

| 19. März 2016 21:30 Uhr | CH Txuri Urdin P. Zedník (14:03) P. Zedník (26:51) | 2:6 (1:3, 1:1, 0:2) Spielbericht Stand: 2:3 | CH Jaca G. Betran (3:12) F. Di Séi (18:49) J. Brabo (19:53) V. Montreuil (28:46) F. Di Séi (52:32) G. González (53:16) | Palacio del Hielo, Txuri Urdin Zuschauer: 750 |